# M65 (Mashreq)
De M65 is een primaire noord-zuidroute in het Internationaal wegennetwerk van de Arabische Mashreq, die over de westelijke kust van de Rode Zee door  Egypte loopt. De weg begint in Ismaïlia en loopt daarna via Suez en Port Safaga naar de Soedanese grens bij Halayeb.
M5 · 
M7 · 
M9 · 
M10 · 
M15 · 
M20 · 
M25 · 
M30 · 
M35 · 
M40 · 
M45 · 
M47 · 
M50 · 
M51 · 
M55 · 
M60 · 
M65 · 
M67 · 
M70 · 
M75 · 
M80 · 
M90 · 
M100